# Pabstiella
Pabstiella é um género botânico pertencente à família das orquídeas (Orchidaceae). Trata-se de um gênero de plantas bastante pequenas proposto em 1976, mas somente nos últimos anos amplamente aceito pela comunidade científica. Reúne cerca de um terço das espécies que antes eram classificadas como Pleurothallis do Brasil, além de algumas poucas espécies existententes em outros países sulamericanos.

## Distribuição
As espécies subordinadas a este gênero ocorrem do México ao sul do Brasil, a grande maioria delas descritas para Brasil, que pode ser considerado seu centro de dispersão. Normalmente epífitas em florestas úmidas e sombrias.

## Descrição
São espécies pequenas, de crescimento cespitoso, com inflorescência multiflora e flexível. Originalmente sua caracterização era muito simples pois a coluna de suas flores possuem pé extremamente longo na coluna, resultando em mento enorme, no entanto as alterações recentes da classificação das Pleurothallis tornaram este o gênero mais heterogêneo de espécies de Pleurothallis existentes no Brasil, uma vez que praticamente todas as espécies de características evidentes foram classificadas em Acianthera ou Anathallis, as restantes, que não foram subordinadas ao dois gêneros citados, quase todas estão agora subordinadas a Pabstiella.

## Histórico

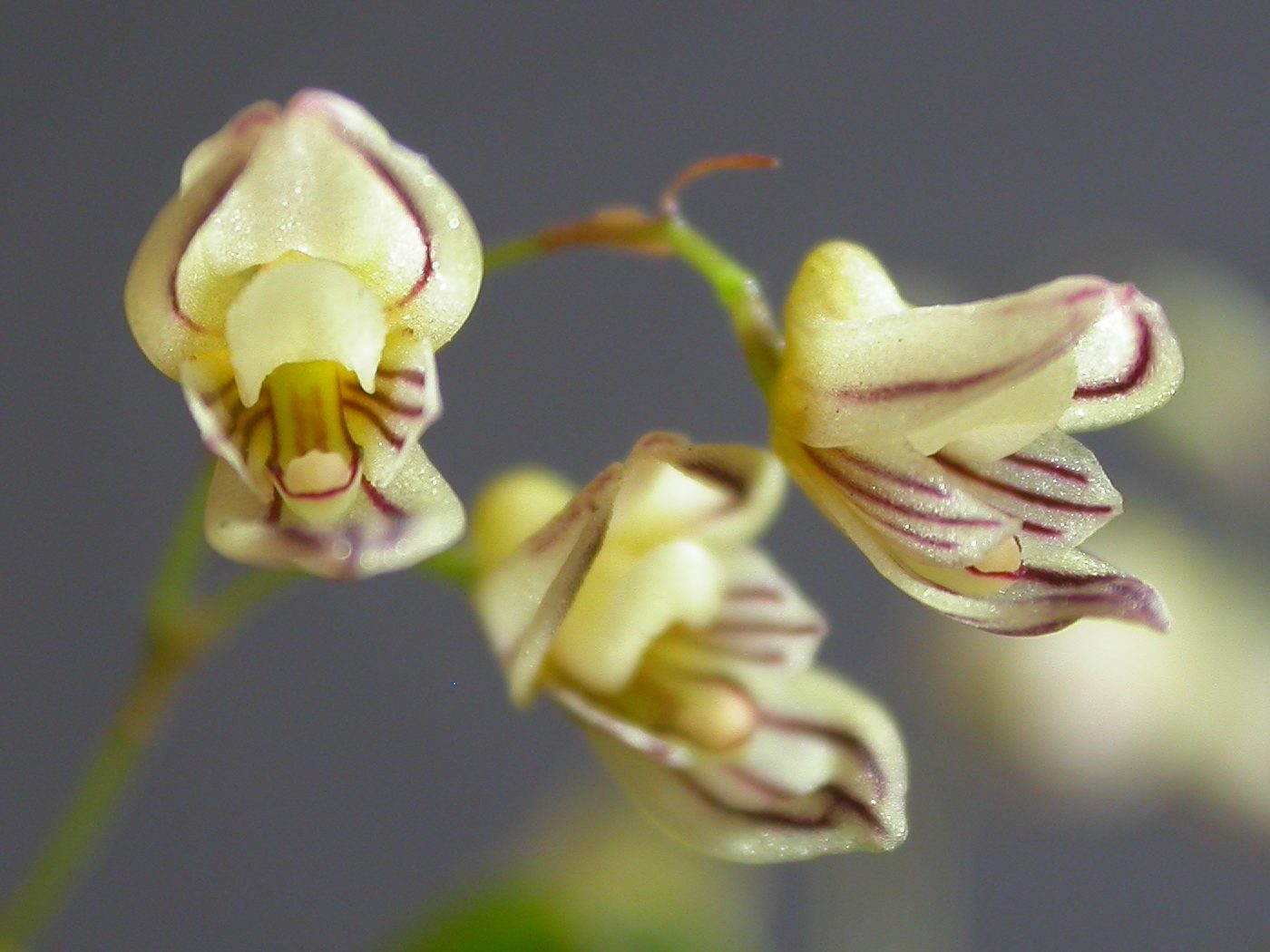
Pabstiella avenacea
Trata-se de uma das espécies mais interessantes deste gênero, bastante admirada pelos colecionadores, os quais, no Brasil, conhecem-na pelo nome de Pleurothallis mathildae.

O gênero Pabstiella foi inicialmente proposto por Brieger e Senghas em Die Orchidee 27(5): 195, em 1976. Para abrigar espécies de Pleurothallis que apresentam flores com um mento muito saliente e discrepante que existe apenas em poucas plantas. A mais conhecida delas é sua espécie tipo, a Pabstiella mirabilis (Schltr.) Brieger & Senghas, anteriormente conhecida como Pleurothallis mirabilis Schlechter. O nome é uma homenagem ao orquidólogo brasileiro Guido Frederico João Pabst.
Em 2001, Alec M. Pridgeon e Mark W. Chase, ao estudarem a filogenia de Pleurothallidinae comprovaram o isolamente destas espécies em meio aos clados, julgando que Pabstiella não havia sido descrito segundo as normas do Código Internacional de Nomenclatura Botânica, propuseram o gênero Anthereon, ao qual subordinaram três espécies de Pleurothallis um tanto quanto diferentes morfologicamente. Além da Pabstiella mirabilis a ele subordinaram também a Pleurothallis tripterantha e a Pleurothallis mentosa, esta última originalmente descrita por João Barbosa Rodrigues como Lepanthes yauaperiensis. Cada uma destas duas últimas constituia uma secção monotípica de Pleurothallis, segundo a primeira classificação de Carlyle August Luer em 1986. Pridgeon e Chase justificam a congregação de três espécies morfologicamente bastante diferentes em um único gênero para evitar a criação de novos gêneros monotípicos, bem como pela proximidade genética dessas espécies. A inclusão da Pleurothallis tripterantha e da Pleurothallis yauaperiensis neste gênero torna sua descrição um tanto complicada.
Em abril de 2002, Fábio de Barros, publicou um artigo restabelecendo Pabstiella e subordinando a este gênero mais três espécies que haviam sido descritas por Luer nos últimos anos.
Em agosto de 2007 Luer subordinou as 62 espécies restantes de a secção Mentosae e do subgênero Mirabilia de Pleurothallis, por ele mesmo propostos em 1986, à Pabstiella, elevando o total de espécies classificadas neste gênero a 68. As alterações ainda prosseguem, enquanto mais estudos moleculares ainda são necessários. Filogeneticamente, este gênero situa-se entre Pleurothallis e Stelis, no quinto grande grupo de gêneros da subtribo Pleurothallidinae.

### A Secção Fractiflexae de Pabst
Ao relacionar as Pleurothallis do Brasil, em seu livro Orchidaceae Brasilienses, Guido Pabst separou um pequeno grupo de espécies, hoje classificadas neste gênero, em uma secção a que chamou Fractiflexae (uma referência às inflorescências em zig-zag a maioria destas espécies apresentam). Em 2010 Guy Chiron e Renato Ximenes Bolsanello publicaram a revisão deste grupo, utilizando-se da filogenia molecular, de dez Pleurothallis sensu lato, e a descrição de algumas espécies novas que aqui se classificam, na revista Richardiana.
Este grupo de espécies, endêmico da Mata Atlântica, aliado à Pabstiella hians Lindl., é caracterizado por plantas médias à grandes (5‐20 cm), talos desenvolvidos porém mais curtos do que as folhas, folhas elíptico‐ovais estreitas, encolhidas na base por um pecíolo curto, inflorescências fractiflexas, com poucas flores, flores pouco abertas, 1‐5 ao mesmo tempo, perto do ápice, interior das sépalas densamente pubescente, pétalas rombóides espatuladas, labelo inteiro até pouco trilobado, seja sub‐séssil e neste caso oval seja unguiculado e em forma de flecha, e o pé da coluna curto.
A classificação baseada essencialmente no trabalho de Luer e nos resultados de filogenia molecular (fig. 1, coluna C) publicados por Pridgeon et al. (2001) – os quais permitiram restringir o campo de investigação aos gêneros Pleurothallis sensu stricto, Pabstiella Brieger & Senghas e Stelis sensu Pridgeon & Chase (fig. 1, colonne A) – assim como nas afinidades morfológicas dos vários táxons do grupo – nenhum dado molecular sendo disponível por eles no momento.
O gênero Stelis sensu Pridgeon & Chase contém dois grupos monofiléticos: um grupo incluindo notadamente as Stelis sensu stricto, e um outro incluindo três espécies, representando os sub‐géneros Dracontia, Effusia e Uncifera de Luer (fig. 1, coluna B).
Três observações são uteis para o seguimento:
- (a) Entre as espécies amostradas por Pridgeon et al. (2001) no clado da figura 1, encontram‐se apenas três espécies brasileiras: Pleurothallis mentosa Cogniaux (Lepanthes yauaperiensis Barbosa Rodrigues), Pleurothallis mirabilis Schlechter e Pleurothallis tripterantha.
- (b) Estes três táxons apresentam morfologia próxima das espécies do grupo estudado nesta nota e estão colocados por Pabst & Dungs (1975) na seção Fractiflexae, o último conhecido por Pleurothallis procumbens Lindley.
- (c) Eles ficam, no trabalho de Pridgeon et al. (2001), no clado correspondendo ao género Pabstiella.

Pridgeon & Chase (2001) transferiram para o gênero Stelis todas as espécies do sub‐género Effusia, exceto as três espécies transferidas para o gênero Pabstiella. Porém, parece natural classificar as outras espécies brasileiras deste sub‐gênero em Pabstiella. Foi o que fez Luer (2007), pois, dada a ausência de dados moleculares para elas (exceto no caso das três espécies mencionadas no ponto [a]), sua classificação só podia ser baseada nos critérios morfológicos.
A aparência vegetativa destas plantas é parecida a das Stelis, mas elas apresentam grandes diferenças na gênese da inflorescência, em sua forma e na morfologia das flores: a inflorescência continua crescendo enquanto há a abertura da primeira flor (enquanto, nas Stelis, a inflorescência termina o seu crescimento antes da abertura da primeira flor); os botões formam‐se progressivamente (enquanto, nas Stelis, todos os botões já são formados quando o primeiro se abre); ao contrário das flores deste grupo, nas Stelis, as flores são bem abertas, quase planas, os pedicelos são muito curtos, as sépalas são livres, inteiramente ou quase, o conjunto pétalas‐labelo forma uma estrutura específica bem reconhecível, ao redor de uma coluna menos longa que larga. Ao contrário, a morfologia vegetativa e floral do grupo estudado é muito parecida à das Pabstiella.
Sobre Pleurothallis fusca, P. hypnicola, P. cuneifolia
O tipo de Pleurothallis fusca, assim como o de Pleurothallis hypnicola, são nativos do Brasil, provavelmente do Estado do Rio de Janeiro. Descrevendo P. hypnicola, Lindley escreve que esta espécie é parecida à P. fusca. As poucas diferenças que ele menciona (inflorescência mais curta do que as folhas, sépalas laterais quase livres) são caracteres bastante variáveis: no grupo estudado, a inflorescência começa a produzir flores antes de ter atingido o seu comprimento máximo, o que significa que o comprimento relativo da inflorescência verifica-se em função de sua idade. Mais tarde, Lindley (1859) considerou estes táxons co‐específicos. Cogniaux (1896) também. Mas ambos usam o epíteto hypnicola em detrimento de fusca, no entanto anterior.
Cogniaux considera a Lepanthes wawraeana de Barbosa Rodrigues uma boa espécie e a transfere para o gênero Pleurothallis com o nome P. cuneifolia porque P. wawraeana já existia. Pabst & Dungs (1975) não mencionam P. fusca e – como fizeram Lindley e Cogniaux – consideram P. hypnicola o nome correto desta espécie. Eles colocam P. cuneifolia como seu sinônimo. Esta opinião foi seguida por Luer (2000), Pridgeon & Chase (2001) e Menini Neto et al. (2004). Miller et al. (2006) consideram o segundo táxon como uma variedade do primeiro.
Bolsanello e Chiron não concordam com as opiniões anteriores. Afirmam que principais diferenças entre Pleurothallis hypnicola e Pleurothallis cuneifolia são (no primeiro táxon em relação ao segundo): as folhas são duas vezes mais estreitas, flores 1,5 vezes maiores, as pétalas nitidamente mais estreitas, o labelo mais oval e menos unguiculado. Portanto, Pleurothallis cuneifolia (Lepanthes wawraeana=Pabstiella wawraeana) é uma espécie diferente, enquanto que Pleurothallis hypnicola entra na sinonímia de Pleurothallis fusca (Pabstiella fusca).

## Lista incompleta de espécies
1. Pabstiella alligatorifera
2. Pabstiella arcuata   (Lindley) Luer
3. Pabstiella biriricensis  Chiron & Ximenes Bolsanello, Richardiana 11(1) (2011)
4. Pabstiella fusca  (Lindley) Chiron & Ximenes Bolsanello, Richardiana 10(2) (2010)
5. Pabstiella fasciata  (Seehawer) Luer
6. Pabstiella granulosa  (Barbosa Rodrigues) Chiron & Ximenes Bolsanello, Richardiana 10(2) (2010)
7. Pabstiella henrique-aragonii  (Pabst) Chiron & Ximenes Bolsanello, Richardiana 10(2) (2010)
8. Pabstiella hians  (Lindley) Luer
9. Pabstiella lobiglossa  Chiron & N.Sanson, Richardiana 10(2) (2010)
10. Pabstiella pellifeloidis   (Barbosa Rodrigues) Luer